# 特鲁亚斯
特鲁亚斯（法語：Trouillas，法語發音：[tʁujas] ⓘ）是法国东比利牛斯省的一个市镇，属于塞雷区。

## 地理
特鲁亚斯（42°36'41"N, 2°48'30"E）面积17.01 平方千米，位于法国奧克西塔尼大區东比利牛斯省，该省份为法国大陆部分最南部的省份，涵盖了北加泰罗尼亚，北起奥德省，西接阿列日省和安道尔，南与西班牙接壤，东临地中海。
与特鲁亚斯接壤的市镇（或旧市镇、城区）包括：蓬泰亚、维勒莫拉克、帕萨、富尔克、泰拉茨、于皮亚。

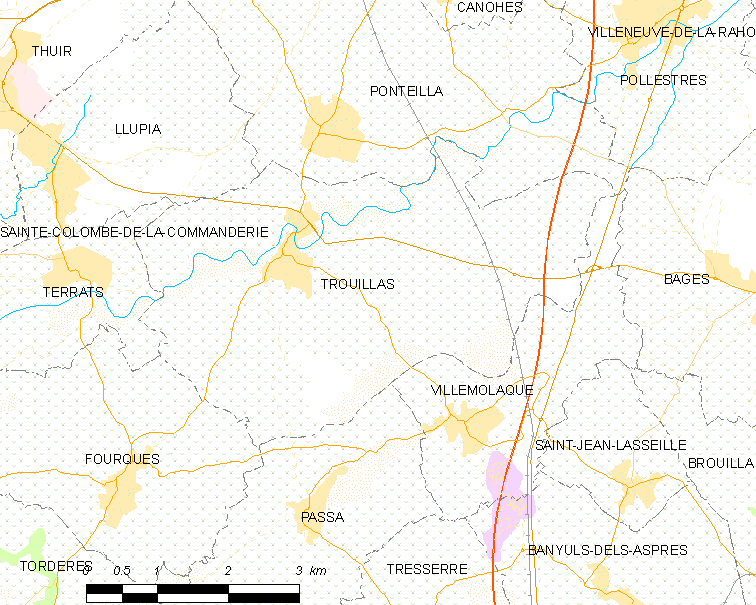
特鲁亚斯的OSM定位图

特鲁亚斯的时区为UTC+01:00、UTC+02:00（夏令时）。

## 行政
特鲁亚斯的邮政编码为66300，INSEE市镇编码为66217。

## 政治
特鲁亚斯所属的省级选区为莱萨斯普尔县。

## 人口

1962-2008年间特鲁亚斯人口变化图示

特鲁亚斯于2022年1月1日时的人口数量为2291人。